# Prvenstvo Hrvatske u košarci 3 na 3
Državno prvenstvo Hrvatske u streetballu službeno se održava od 2000. godine u organizaciji krovne hrvatske organizacije za streetball - HAKL Asocijacije iz Zagreba. Nosio je naziv Street Basket Tour. 2001. godine je proglašen službenim državnim natjecanjem od strane Hrvatskog košarkaškog saveza (HKS), a Hakl Asocijacija – krovnom udrugom za basket projekte u Hrvatskoj i ujedno službenom članicom HKS-a. HAKL Asocijacija organizirala je državno prvenstvo barem do 2009. kada je u Lipiku održan Masters turnir, odnosno finalni turnir prvenstva Hrvatske, kojeg je bila suorganizator.
Kasnije su neka izdanja Basket Toura te PRO 3×3 Toura bila priznata kao Prvenstvo Hrvatske.
Održava se pod nazivom HEP 3×3 Basketball Tour. Organizira Hrvatski košarkaški savez. Od 2018. turneja ima status FIBA-ina 3x3 pratećega turnira (eng. „Satellite Tour”). Do uključujući 2017. pobjednici kvalifikacijskih turnira, a od 2018. finalisti kvalifikacijskih turnira stječu pravo sudjelovanja na završnome turniru - Majstorici („Mastersu”). Do 2017. završni turnir se nazivao 3x3 otvoreno prvenstvo Hrvatske.

## Majstorica („Masters”)
Kriterij kvalifikacije za završni turnir
2023. najbolje plasirana hrvatska ekipa na svakomu od šest turnira i dvije najbolje plasirane na svakom od dvaju turnira i dvije ekipe s pozivnicom (eng. „Wild card”) koje dodjeljuje HKS. Kvalifikacijski su turniri otvorenoga, a završni turnir je zatvorenoga tipa (isključivo za domaće ekipe)
2019. ?
2018. Finalisti kvalifikacijskih turnira
2017. Pobjednici kvalifikacijskih turnira
2016. ?
2015. ?
Napomena: Sastav ekipe koji je nastupio na Majstorici nije nužno identičan sastavu koji je izborio nastup.

### Muškarci
* Za izdanja Majstorice 2016.-19. dostupno je bilo 12 mjesta; u zagradi je broj stranih ekipa od ukupnog broja.
(?? treba zamijeniti gradom)
| Organizator                             | Izdanje | Broj kval. turnira                                           | Mjesto održavanja | Broj * ekipa | Pobjednici                                            | Rez.              | Finalisti                    | Polufinalisti                                    | MVP                                    | Najbolji strijelac            | Abecedni popis preostalih ekipa                                            |
| --------------------------------------- | ------- | ------------------------------------------------------------ | ----------------- | ------------ | ----------------------------------------------------- | ----------------- | ---------------------------- | ------------------------------------------------ | -------------------------------------- | ----------------------------- | -------------------------------------------------------------------------- |
|                                         | 2023.   |                                                              |                   | ()           |                                                       | –                 |                              |                                                  | ()                                     | ()                            |                                                                            |
|                                         | 2023.   |                                                              |                   | ()           |                                                       | –                 |                              |                                                  | ()                                     | ()                            |                                                                            |
| Udruga PRO 3×3 (PRO 3×3 Tour)           | 2022.   |                                                              | Pula              | ()           |                                                       | –                 |                              |                                                  | ()                                     | ()                            |                                                                            |
| Udruga PRO 3×3 (PRO 3×3 Tour)           | 2022.   |                                                              | Pula              | ()           |                                                       | –                 |                              |                                                  | ()                                     | ()                            |                                                                            |
|                                         | 2021.   |                                                              |                   | ()           |                                                       | –                 |                              |                                                  | ()                                     | ()                            |                                                                            |
|                                         | 2021.   |                                                              |                   | ()           |                                                       | –                 |                              |                                                  | ()                                     | ()                            |                                                                            |
|                                         | 2020.   |                                                              |                   | ()           | ekipa1                                                | –                 | ekipa2                       |                                                  | igrač (ekipa)                          | koš (utakmica), igrač (ekipa) |                                                                            |
| sastav pobjedničke ekipe (abecedno) 2+2 | 2020.   | sastav #2 ekipe (abecedno) 2+2                               |                   | ()           |                                                       | –                 |                              |                                                  | igrač (ekipa)                          | koš (utakmica), igrač (ekipa) |                                                                            |
| HKS                                     | 2019.   |                                                              | Split             | 12 ()        | Statist Split                                         | 21–13             | General Vasilije Mitu Zagreb | iMoćan ?? Spalato A2-Jug ??                      | ()                                     | ()                            |                                                                            |
| HKS                                     | 2019.   | Duje Kaliterna, Ante Markoč, Toni Mindoljević, Ivan Rašetina | Split             | 12 ()        |                                                       | 21–13             |                              | iMoćan ?? Spalato A2-Jug ??                      | ()                                     | ()                            |                                                                            |
| HKS                                     | 2018.   |                                                              | Trogir            | 8 ()         | Statist Split                                         | 21–12             | "Zagreb"                     | Men in Black ?? Split West                       | ()                                     | ()                            |                                                                            |
| HKS                                     | 2018.   | Duje Kaliterna, Hrvoje Marin, Ante Markoč, Ivan Rašetina     | Trogir            | 8 ()         |                                                       | 21–12             |                              | Men in Black ?? Split West                       | ()                                     | ()                            |                                                                            |
| HKS                                     | 2017.   |                                                              | Zagreb            | ()           | Extra Auto Vrbas                                      | 21–15             | General Vasilije Mitu Zagreb | "Dubrava" Prnjavor 3x3                           | Nebojša Kilijan (Extra Auto Vrbas)     | ()                            |                                                                            |
| HKS                                     | 2017.   |                                                              | Zagreb            | ()           |                                                       | 21–15             |                              | "Dubrava" Prnjavor 3x3                           | Nebojša Kilijan (Extra Auto Vrbas)     | ()                            |                                                                            |
| HKS                                     | 2016.   |                                                              | Zadar             | ()           | Crnci Crikvenica                                      | 19–17             | Samo Mosa Zadar              | Možda možda Karlovac 3+1 gratis Koprivnica       | Marko Benić (Crnci Crikvenica)         | ()                            |                                                                            |
| HKS                                     | 2016.   | Mateo Antić, Marko Benić, Marin Komadina, Matija Šamanić     | Zadar             | ()           |                                                       | 19–17             |                              | Možda možda Karlovac 3+1 gratis Koprivnica       | Marko Benić (Crnci Crikvenica)         | ()                            |                                                                            |
|                                         | 2015.   |                                                              |                   | ()           | Warm Up Zagreb                                        | –                 |                              |                                                  | ()                                     | ()                            |                                                                            |
|                                         | 2015.   |                                                              |                   | ()           |                                                       | –                 |                              |                                                  | ()                                     | ()                            |                                                                            |
| Basket Tour                             | 2014.   |                                                              | Rijeka            | ()           |                                                       | –                 |                              |                                                  | ()                                     | ()                            |                                                                            |
| Basket Tour                             | 2014.   |                                                              | Rijeka            | ()           |                                                       | –                 |                              |                                                  | ()                                     | ()                            |                                                                            |
| Basket Tour                             | 2013.   |                                                              | Rijeka            | ()           |                                                       | –                 |                              |                                                  | ()                                     | ()                            |                                                                            |
| Basket Tour                             | 2013.   |                                                              | Rijeka            | ()           |                                                       | –                 |                              |                                                  | ()                                     | ()                            |                                                                            |
| Basket Tour                             | 2012.   |                                                              | Rijeka            | ()           |                                                       | –                 |                              |                                                  | ()                                     | ()                            |                                                                            |
| Basket Tour                             | 2012.   |                                                              | Rijeka            | ()           |                                                       | –                 |                              |                                                  | ()                                     | ()                            |                                                                            |
|                                         | 2011.   |                                                              |                   | ()           |                                                       | –                 |                              |                                                  | ()                                     | ()                            |                                                                            |
|                                         | 2011.   |                                                              |                   | ()           |                                                       | –                 |                              |                                                  | ()                                     | ()                            |                                                                            |
|                                         | 2010.   |                                                              |                   | ()           |                                                       | –                 |                              |                                                  | ()                                     | ()                            |                                                                            |
|                                         | 2010.   |                                                              |                   | ()           |                                                       | –                 |                              |                                                  | ()                                     | ()                            |                                                                            |
| HAKL Asocijacija (Street Basket Tour)   | 2009.   |                                                              | Lipik             | ()           |                                                       | –                 |                              |                                                  | ()                                     | ()                            |                                                                            |
| HAKL Asocijacija (Street Basket Tour)   | 2009.   |                                                              | Lipik             | ()           |                                                       | –                 |                              |                                                  | ()                                     | ()                            |                                                                            |
| HAKL Asocijacija (Street Basket Tour)   | 2008.   |                                                              | Čakovec           | ()           |                                                       | –                 |                              |                                                  | ()                                     | ()                            |                                                                            |
| HAKL Asocijacija (Street Basket Tour)   | 2008.   |                                                              | Čakovec           | ()           |                                                       | –                 |                              |                                                  | ()                                     | ()                            |                                                                            |
| HAKL Asocijacija (Street Basket Tour)   | 2007.   |                                                              | Lipik             | 10 (0)       | General Vasilije Mitu Zagreb                          | 21–16 11–21 21–16 | Džinovska djeca Bjelovar     | Ekipa za očevid Čakovec Ekogradnja Nova Gradiška | Ivan Kovačević (General Vasilije Mitu) | ()                            | Bili dolari, How high, Living room, Mustang polo, Požega, The lost wikings |
| HAKL Asocijacija (Street Basket Tour)   | 2007.   | Stipe Džidić, Ivan Kovačević, Igor Musulin, Zdravko Vučković | Lipik             | 10 (0)       |                                                       | 21–16 11–21 21–16 |                              | Ekipa za očevid Čakovec Ekogradnja Nova Gradiška | Ivan Kovačević (General Vasilije Mitu) | ()                            | Bili dolari, How high, Living room, Mustang polo, Požega, The lost wikings |
| HAKL Asocijacija (Street Basket Tour)   | 2006.   |                                                              | Slavonski Brod    | ()           | Ekipa za očevid Čakovec                               | –                 |                              |                                                  | ()                                     | ()                            |                                                                            |
| HAKL Asocijacija (Street Basket Tour)   | 2006.   |                                                              | Slavonski Brod    | ()           |                                                       | –                 |                              |                                                  | ()                                     | ()                            |                                                                            |
| HAKL Asocijacija (Street Basket Tour)   | 2005.   |                                                              | Zagreb            | ()           | The lost wikings Zagreb ili? The lost winkings Zagreb | –                 |                              |                                                  | ()                                     | ()                            |                                                                            |
| HAKL Asocijacija (Street Basket Tour)   | 2005.   |                                                              | Zagreb            | ()           |                                                       | –                 |                              |                                                  | ()                                     | ()                            |                                                                            |
| HAKL Asocijacija (Street Basket Tour)   | 2004.   |                                                              | Poreč             | ()           |                                                       | –                 |                              |                                                  | ()                                     | ()                            |                                                                            |
| HAKL Asocijacija (Street Basket Tour)   | 2004.   |                                                              | Poreč             | ()           |                                                       | –                 |                              |                                                  | ()                                     | ()                            |                                                                            |
| HAKL Asocijacija (Street Basket Tour)   | 2003.   |                                                              | Rovinj            | ()           |                                                       | –                 |                              |                                                  | ()                                     | ()                            |                                                                            |
| HAKL Asocijacija (Street Basket Tour)   | 2003.   |                                                              | Rovinj            | ()           |                                                       | –                 |                              |                                                  | ()                                     | ()                            |                                                                            |
| HAKL Asocijacija (Street Basket Tour)   | 2002.   |                                                              | Poreč             | ()           |                                                       | –                 |                              |                                                  | ()                                     | ()                            |                                                                            |
| HAKL Asocijacija (Street Basket Tour)   | 2002.   |                                                              | Poreč             | ()           |                                                       | –                 |                              |                                                  | ()                                     | ()                            |                                                                            |
| HAKL Asocijacija (Street Basket Tour)   | 2001.   |                                                              | Poreč             | ()           |                                                       | –                 |                              |                                                  | ()                                     | ()                            |                                                                            |
| HAKL Asocijacija (Street Basket Tour)   | 2001.   |                                                              | Poreč             | ()           |                                                       | –                 |                              |                                                  | ()                                     | ()                            |                                                                            |
| HAKL Asocijacija (Street Basket Tour)   | 2000.   |                                                              | Poreč             | ()           | Toxic 2 Nova Gradiška (Ekogradnja Nova Gradiška)      | –                 |                              |                                                  | ()                                     | ()                            |                                                                            |
| HAKL Asocijacija (Street Basket Tour)   | 2000.   |                                                              | Poreč             | ()           |                                                       | –                 |                              |                                                  | ()                                     | ()                            |                                                                            |

### Žene
| Organizator | Izdanje | Broj kval. turnira | Mjesto održavanja | Broj * ekipa | Pobjednice | Rez. | Finalistice | Polufinalistice | MVP | Najbolji strijelac | Abecedni popis preostalih ekipa |
| ----------- | ------- | ------------------ | ----------------- | --- | --- | --- | --- | --- | --- | --- | --- |
|             | 20.     |                    |                   | () | | – | | | () | () | |
|             | 20.     |                    |                   | () | | – | | | () | () | |
| HKS         | 2020.   | •                  | •                 | Nije se održao jer niti na jednomu kvalifikacijskome turniru nije bilo ženske seniorske konkurencije, odnosno nije bilo prijava ekipa u tu konkurenciju iako se primjerice 2017. na turniru u Trogiru ekipa „Dimafane”, koju su činile 18-godišnje igračice, na svoje inzistiranje natjecala u muškoj konkurenciji - dogurale su do finala turnira u konkurenciji do 16 i do 18 godina. | Nije se održao jer niti na jednomu kvalifikacijskome turniru nije bilo ženske seniorske konkurencije, odnosno nije bilo prijava ekipa u tu konkurenciju iako se primjerice 2017. na turniru u Trogiru ekipa „Dimafane”, koju su činile 18-godišnje igračice, na svoje inzistiranje natjecala u muškoj konkurenciji - dogurale su do finala turnira u konkurenciji do 16 i do 18 godina. | Nije se održao jer niti na jednomu kvalifikacijskome turniru nije bilo ženske seniorske konkurencije, odnosno nije bilo prijava ekipa u tu konkurenciju iako se primjerice 2017. na turniru u Trogiru ekipa „Dimafane”, koju su činile 18-godišnje igračice, na svoje inzistiranje natjecala u muškoj konkurenciji - dogurale su do finala turnira u konkurenciji do 16 i do 18 godina. | Nije se održao jer niti na jednomu kvalifikacijskome turniru nije bilo ženske seniorske konkurencije, odnosno nije bilo prijava ekipa u tu konkurenciju iako se primjerice 2017. na turniru u Trogiru ekipa „Dimafane”, koju su činile 18-godišnje igračice, na svoje inzistiranje natjecala u muškoj konkurenciji - dogurale su do finala turnira u konkurenciji do 16 i do 18 godina. | Nije se održao jer niti na jednomu kvalifikacijskome turniru nije bilo ženske seniorske konkurencije, odnosno nije bilo prijava ekipa u tu konkurenciju iako se primjerice 2017. na turniru u Trogiru ekipa „Dimafane”, koju su činile 18-godišnje igračice, na svoje inzistiranje natjecala u muškoj konkurenciji - dogurale su do finala turnira u konkurenciji do 16 i do 18 godina. | Nije se održao jer niti na jednomu kvalifikacijskome turniru nije bilo ženske seniorske konkurencije, odnosno nije bilo prijava ekipa u tu konkurenciju iako se primjerice 2017. na turniru u Trogiru ekipa „Dimafane”, koju su činile 18-godišnje igračice, na svoje inzistiranje natjecala u muškoj konkurenciji - dogurale su do finala turnira u konkurenciji do 16 i do 18 godina. | Nije se održao jer niti na jednomu kvalifikacijskome turniru nije bilo ženske seniorske konkurencije, odnosno nije bilo prijava ekipa u tu konkurenciju iako se primjerice 2017. na turniru u Trogiru ekipa „Dimafane”, koju su činile 18-godišnje igračice, na svoje inzistiranje natjecala u muškoj konkurenciji - dogurale su do finala turnira u konkurenciji do 16 i do 18 godina. | Nije se održao jer niti na jednomu kvalifikacijskome turniru nije bilo ženske seniorske konkurencije, odnosno nije bilo prijava ekipa u tu konkurenciju iako se primjerice 2017. na turniru u Trogiru ekipa „Dimafane”, koju su činile 18-godišnje igračice, na svoje inzistiranje natjecala u muškoj konkurenciji - dogurale su do finala turnira u konkurenciji do 16 i do 18 godina. |
| HKS         | –       | •                  | •                 | Nije se održao jer niti na jednomu kvalifikacijskome turniru nije bilo ženske seniorske konkurencije, odnosno nije bilo prijava ekipa u tu konkurenciju iako se primjerice 2017. na turniru u Trogiru ekipa „Dimafane”, koju su činile 18-godišnje igračice, na svoje inzistiranje natjecala u muškoj konkurenciji - dogurale su do finala turnira u konkurenciji do 16 i do 18 godina. | Nije se održao jer niti na jednomu kvalifikacijskome turniru nije bilo ženske seniorske konkurencije, odnosno nije bilo prijava ekipa u tu konkurenciju iako se primjerice 2017. na turniru u Trogiru ekipa „Dimafane”, koju su činile 18-godišnje igračice, na svoje inzistiranje natjecala u muškoj konkurenciji - dogurale su do finala turnira u konkurenciji do 16 i do 18 godina. | Nije se održao jer niti na jednomu kvalifikacijskome turniru nije bilo ženske seniorske konkurencije, odnosno nije bilo prijava ekipa u tu konkurenciju iako se primjerice 2017. na turniru u Trogiru ekipa „Dimafane”, koju su činile 18-godišnje igračice, na svoje inzistiranje natjecala u muškoj konkurenciji - dogurale su do finala turnira u konkurenciji do 16 i do 18 godina. | Nije se održao jer niti na jednomu kvalifikacijskome turniru nije bilo ženske seniorske konkurencije, odnosno nije bilo prijava ekipa u tu konkurenciju iako se primjerice 2017. na turniru u Trogiru ekipa „Dimafane”, koju su činile 18-godišnje igračice, na svoje inzistiranje natjecala u muškoj konkurenciji - dogurale su do finala turnira u konkurenciji do 16 i do 18 godina. | Nije se održao jer niti na jednomu kvalifikacijskome turniru nije bilo ženske seniorske konkurencije, odnosno nije bilo prijava ekipa u tu konkurenciju iako se primjerice 2017. na turniru u Trogiru ekipa „Dimafane”, koju su činile 18-godišnje igračice, na svoje inzistiranje natjecala u muškoj konkurenciji - dogurale su do finala turnira u konkurenciji do 16 i do 18 godina. | Nije se održao jer niti na jednomu kvalifikacijskome turniru nije bilo ženske seniorske konkurencije, odnosno nije bilo prijava ekipa u tu konkurenciju iako se primjerice 2017. na turniru u Trogiru ekipa „Dimafane”, koju su činile 18-godišnje igračice, na svoje inzistiranje natjecala u muškoj konkurenciji - dogurale su do finala turnira u konkurenciji do 16 i do 18 godina. | Nije se održao jer niti na jednomu kvalifikacijskome turniru nije bilo ženske seniorske konkurencije, odnosno nije bilo prijava ekipa u tu konkurenciju iako se primjerice 2017. na turniru u Trogiru ekipa „Dimafane”, koju su činile 18-godišnje igračice, na svoje inzistiranje natjecala u muškoj konkurenciji - dogurale su do finala turnira u konkurenciji do 16 i do 18 godina. | Nije se održao jer niti na jednomu kvalifikacijskome turniru nije bilo ženske seniorske konkurencije, odnosno nije bilo prijava ekipa u tu konkurenciju iako se primjerice 2017. na turniru u Trogiru ekipa „Dimafane”, koju su činile 18-godišnje igračice, na svoje inzistiranje natjecala u muškoj konkurenciji - dogurale su do finala turnira u konkurenciji do 16 i do 18 godina. |
| HKS         | 2016.   | •                  | •                 | Nije se održao jer niti na jednomu kvalifikacijskome turniru nije bilo ženske seniorske konkurencije, odnosno nije bilo prijava ekipa u tu konkurenciju iako se primjerice 2017. na turniru u Trogiru ekipa „Dimafane”, koju su činile 18-godišnje igračice, na svoje inzistiranje natjecala u muškoj konkurenciji - dogurale su do finala turnira u konkurenciji do 16 i do 18 godina. | Nije se održao jer niti na jednomu kvalifikacijskome turniru nije bilo ženske seniorske konkurencije, odnosno nije bilo prijava ekipa u tu konkurenciju iako se primjerice 2017. na turniru u Trogiru ekipa „Dimafane”, koju su činile 18-godišnje igračice, na svoje inzistiranje natjecala u muškoj konkurenciji - dogurale su do finala turnira u konkurenciji do 16 i do 18 godina. | Nije se održao jer niti na jednomu kvalifikacijskome turniru nije bilo ženske seniorske konkurencije, odnosno nije bilo prijava ekipa u tu konkurenciju iako se primjerice 2017. na turniru u Trogiru ekipa „Dimafane”, koju su činile 18-godišnje igračice, na svoje inzistiranje natjecala u muškoj konkurenciji - dogurale su do finala turnira u konkurenciji do 16 i do 18 godina. | Nije se održao jer niti na jednomu kvalifikacijskome turniru nije bilo ženske seniorske konkurencije, odnosno nije bilo prijava ekipa u tu konkurenciju iako se primjerice 2017. na turniru u Trogiru ekipa „Dimafane”, koju su činile 18-godišnje igračice, na svoje inzistiranje natjecala u muškoj konkurenciji - dogurale su do finala turnira u konkurenciji do 16 i do 18 godina. | Nije se održao jer niti na jednomu kvalifikacijskome turniru nije bilo ženske seniorske konkurencije, odnosno nije bilo prijava ekipa u tu konkurenciju iako se primjerice 2017. na turniru u Trogiru ekipa „Dimafane”, koju su činile 18-godišnje igračice, na svoje inzistiranje natjecala u muškoj konkurenciji - dogurale su do finala turnira u konkurenciji do 16 i do 18 godina. | Nije se održao jer niti na jednomu kvalifikacijskome turniru nije bilo ženske seniorske konkurencije, odnosno nije bilo prijava ekipa u tu konkurenciju iako se primjerice 2017. na turniru u Trogiru ekipa „Dimafane”, koju su činile 18-godišnje igračice, na svoje inzistiranje natjecala u muškoj konkurenciji - dogurale su do finala turnira u konkurenciji do 16 i do 18 godina. | Nije se održao jer niti na jednomu kvalifikacijskome turniru nije bilo ženske seniorske konkurencije, odnosno nije bilo prijava ekipa u tu konkurenciju iako se primjerice 2017. na turniru u Trogiru ekipa „Dimafane”, koju su činile 18-godišnje igračice, na svoje inzistiranje natjecala u muškoj konkurenciji - dogurale su do finala turnira u konkurenciji do 16 i do 18 godina. | Nije se održao jer niti na jednomu kvalifikacijskome turniru nije bilo ženske seniorske konkurencije, odnosno nije bilo prijava ekipa u tu konkurenciju iako se primjerice 2017. na turniru u Trogiru ekipa „Dimafane”, koju su činile 18-godišnje igračice, na svoje inzistiranje natjecala u muškoj konkurenciji - dogurale su do finala turnira u konkurenciji do 16 i do 18 godina. |

## Pobjednici i finalisti turnira
██ Pobjednici
██ Finalisti
██ Masters/Završnica/Finale
→ označava zamjenski turnir (nepotpuno)
Napomena: 
Turniri su navedeni po slijedu održavanja.
U zagradama pored turnira je naveden ukupan broj ekipa koje su sudjelovale na turniru u konkurenciji i broj stranih ekipa - (ukupan broj;broj stranih, 0 ako niti jedna).

### Muškarci
| Ekipa | Pobjede | Finala |
| ----- | ------- | ------ |
| [[]]  |         |        |
| [[]]  |         |        |
| [[]]  |         |        |

| Igrač | Pobjede | Finala |
| ----- | ------- | ------ |
| [[]]  |         |        |
| [[]]  |         |        |
| [[]]  |         |        |

(?? treba zamijeniti gradom)
| Organizator                           | Godina                | Turniri                                                                                            | Turniri                                                     | Turniri                                                               | Turniri                                                    | Turniri                                                        | Turniri                                                   | Turniri                                                         | Turniri                                             | Turniri                                                      | Turniri                                                      | Turniri                                                | Turniri   |
| Organizator                           | Godina                | I.                                                                                                 | II.                                                         | III.                                                                  | IV.                                                        | V.                                                             | VI.                                                       | VII.                                                            | VIII.                                               | IX.                                                          | X.                                                           | XI.                                                    | XII.      |
| ------------------------------------- | --------------------- | -------------------------------------------------------------------------------------------------- | ----------------------------------------------------------- | --------------------------------------------------------------------- | ---------------------------------------------------------- | -------------------------------------------------------------- | --------------------------------------------------------- | --------------------------------------------------------------- | --------------------------------------------------- | ------------------------------------------------------------ | ------------------------------------------------------------ | ------------------------------------------------------ | --------- |
| HKS                                   | 2023. (–)             | (;)                                                                                                | (;)                                                         | (;)                                                                   | (;)                                                        | (;)                                                            |                                                           |                                                                 |                                                     |                                                              |                                                              |                                                        |           |
| HKS                                   | 2023. (–)             | |                                                             |                                                                       |                                                            |                                                                |                                                           |                                                                 |                                                     |                                                              |                                                              |                                                        |           |
| HKS                                   | 2023. (–)             | |                                                             |                                                                       |                                                            |                                                                |                                                           |                                                                 |                                                     |                                                              |                                                              |                                                        |           |
| HKS                                   | 2023. (–)             | |                                                             |                                                                       |                                                            |                                                                |                                                           |                                                                 |                                                     |                                                              |                                                              |                                                        |           |
| HKS                                   | 2023. (–)             | |                                                             |                                                                       |                                                            |                                                                |                                                           |                                                                 |                                                     |                                                              |                                                              |                                                        |           |
| Udruga PRO 3×3 (PRO 3×3 Tour)         | 2022. (svibanj–rujan) | (;)                                                                                                | (;)                                                         | (;)                                                                   | (;)                                                        | (;)                                                            |                                                           |                                                                 |                                                     |                                                              |                                                              |                                                        |           |
| Udruga PRO 3×3 (PRO 3×3 Tour)         | 2022. (svibanj–rujan) | |                                                             |                                                                       |                                                            |                                                                |                                                           |                                                                 |                                                     |                                                              |                                                              |                                                        |           |
| Udruga PRO 3×3 (PRO 3×3 Tour)         | 2022. (svibanj–rujan) | |                                                             |                                                                       |                                                            |                                                                |                                                           |                                                                 |                                                     |                                                              |                                                              |                                                        |           |
| Udruga PRO 3×3 (PRO 3×3 Tour)         | 2022. (svibanj–rujan) | |                                                             |                                                                       |                                                            |                                                                |                                                           |                                                                 |                                                     |                                                              |                                                              |                                                        |           |
| Udruga PRO 3×3 (PRO 3×3 Tour)         | 2022. (svibanj–rujan) | |                                                             |                                                                       |                                                            |                                                                |                                                           |                                                                 |                                                     |                                                              |                                                              |                                                        |           |
|                                       | 2021. (–)             | (;)                                                                                                | (;)                                                         | (;)                                                                   | (;)                                                        | (;)                                                            |                                                           |                                                                 |                                                     |                                                              |                                                              |                                                        |           |
|                                       | 2021. (–)             | |                                                             |                                                                       |                                                            |                                                                |                                                           |                                                                 |                                                     |                                                              |                                                              |                                                        |           |
|                                       | 2021. (–)             | |                                                             |                                                                       |                                                            |                                                                |                                                           |                                                                 |                                                     |                                                              |                                                              |                                                        |           |
|                                       | 2021. (–)             | |                                                             |                                                                       |                                                            |                                                                |                                                           |                                                                 |                                                     |                                                              |                                                              |                                                        |           |
|                                       | 2021. (–)             | |                                                             |                                                                       |                                                            |                                                                |                                                           |                                                                 |                                                     |                                                              |                                                              |                                                        |           |
|                                       | 2020. (–)             | (;)                                                                                                | (;)                                                         | (;)                                                                   | (;)                                                        | (;)                                                            |                                                           |                                                                 |                                                     |                                                              |                                                              |                                                        |           |
|                                       | 2020. (–)             | |                                                             |                                                                       |                                                            |                                                                |                                                           |                                                                 |                                                     |                                                              |                                                              |                                                        |           |
|                                       | 2020. (–)             | |                                                             |                                                                       |                                                            |                                                                |                                                           |                                                                 |                                                     |                                                              |                                                              |                                                        |           |
|                                       | 2020. (–)             | |                                                             |                                                                       |                                                            |                                                                |                                                           |                                                                 |                                                     |                                                              |                                                              |                                                        |           |
|                                       | 2020. (–)             | |                                                             |                                                                       |                                                            |                                                                |                                                           |                                                                 |                                                     |                                                              |                                                              |                                                        |           |
| HKS                                   | 2019. (lipanj–srpanj) | Osijek (;)                                                                                         | Zagreb (;)                                                  | Varaždin (;)                                                          | Pula (;)                                                   | → Trogir (;)                                                   | → Drniš (;)                                               | Split (12;)                                                     | Split (;)                                           |                                                              |                                                              |                                                        |           |
| HKS                                   | 2019. (lipanj–srpanj) | Turnir je prvotno odgođen zbog najavljenih vremenskih neprilika pet dana ranije, naknadno otkazan. | Statist Split                                               | Turnir otkazan zbog najavljenih vremenskih neprilika dva dana ranije. | General Vasilije Mitu Zagreb                               | Statist Split                                                  | Spalato A2-Jug ??                                         | General Vasilije Mitu Zagreb                                    |                                                     |                                                              |                                                              |                                                        |           |
| HKS                                   | 2019. (lipanj–srpanj) | Turnir je prvotno odgođen zbog najavljenih vremenskih neprilika pet dana ranije, naknadno otkazan. | Duje Kaliterna, Toni Mindoljević, Luka Radoš, Ivan Rašetina | Turnir otkazan zbog najavljenih vremenskih neprilika dva dana ranije. | Nikola Baran, Igor Musulin, Zvonimir Pašalić, Ivan Svoboda | Duje Kaliterna, Ante Markoč, Luka Radoš, Ivan Rašetina         | Marin Jeličić, Željko Jović, Ivan Jukić, Luka Petrasić    | Igor Musulin, Dario Papak, Ivan Svoboda, Toni Vitali            |                                                     |                                                              |                                                              |                                                        |           |
| HKS                                   | 2019. (lipanj–srpanj) | Turnir je prvotno odgođen zbog najavljenih vremenskih neprilika pet dana ranije, naknadno otkazan. | General Vasilije Mitu Zagreb                                | Turnir otkazan zbog najavljenih vremenskih neprilika dva dana ranije. | B2B ??                                                     | Spalato A2-Jug ??                                              | Statist Split                                             | Statist Split                                                   |                                                     |                                                              |                                                              |                                                        |           |
| HKS                                   | 2019. (lipanj–srpanj) | Turnir je prvotno odgođen zbog najavljenih vremenskih neprilika pet dana ranije, naknadno otkazan. | ekipa                                                       | Turnir otkazan zbog najavljenih vremenskih neprilika dva dana ranije. |                                                            |                                                                |                                                           |                                                                 |                                                     |                                                              |                                                              |                                                        |           |
| HKS                                   | 2018. (–)             | Trogir (;)                                                                                         | Drniš (;)                                                   | Pula (;)                                                              | Trogir (;)                                                 |                                                                |                                                           |                                                                 |                                                     |                                                              |                                                              |                                                        |           |
| HKS                                   | 2018. (–)             | "Zagreb"                                                                                           | "Zagreb"                                                    | B2B ??                                                                |                                                            |                                                                |                                                           |                                                                 |                                                     |                                                              |                                                              |                                                        |           |
| HKS                                   | 2018. (–)             | Nikola Baran, Igor Musulin, Dario Papak, Toni Vitali                                               | Nikola Baran, Igor Musulin, Dario Papak, Toni Vitali        | Nikola Kruljac, Mario Perić, Danko Radan, Zdeslav Zorić               |                                                            |                                                                |                                                           |                                                                 |                                                     |                                                              |                                                              |                                                        |           |
| HKS                                   | 2018. (–)             | Statist Split                                                                                      | Meterize ??                                                 | 100+ ??                                                               |                                                            |                                                                |                                                           |                                                                 |                                                     |                                                              |                                                              |                                                        |           |
| HKS                                   | 2018. (–)             | ekipa                                                                                              |                                                             |                                                                       |                                                            |                                                                |                                                           |                                                                 |                                                     |                                                              |                                                              |                                                        |           |
| HKS                                   | 2017. (–)             | Vukovar (;)                                                                                        | Slavonski Brod (;)                                          | Osijek (;)                                                            | Belišće (;)                                                | Zadar (;)                                                      | Drniš (;)                                                 | Trogir (;)                                                      | Pula (;)                                            | Koprivnica (;)                                               | Zagreb (;)                                                   | Zagreb (;)                                             |           |
| HKS                                   | 2017. (–)             | Jedva skupljeni ??                                                                                 | Prnjavor 3x3                                                | Lege ??                                                               | Extra Auto Vrbas                                           | "Zadar"                                                        | Vozi ??                                                   | Vozi ??                                                         | Vrgoračka stina ??                                  | Muhe, lisice i oni treći ??                                  | "Dubrava"                                                    |                                                        |           |
| HKS                                   | 2017. (–)             | Jovan Krpež, Dušan Prica, Stefan Stojačić, Nemanja Tomić                                           | Miloš J, Dejan L, Marko Slijepčević, Jasmin T               | Juraj Boras, Toni Kovač, Luka Šarić, Goran Vidaković                  | Petar Perunović                                            | Zvonimir Baričević, Hrvoje Ćuška, Marin Knežević, Paolo Marčev | Ivan Čirko, Bože Radoš, Ivan Rašetina, Nikola Roso        | Ivan Čirko, Stanko Kujundžić, Domagoj Milardović, Ivan Rašetina | Marin Djugum, Endi Mohorović, Niko Travica          | Dominik Ilir, Antonio Karamarko, Karlo Mandić, Denis Protega | Tomislav Bošnjak, Kristian Čajo, Božo Ivanković, Filip Tomić |                                                        |           |
| HKS                                   | 2017. (–)             | Caffe bar Sport ??                                                                                 | Once brothers ??                                            | Labamba Osijek                                                        | Ništa nam ne odgovara ??                                   | Jadera ??                                                      | Šipin Mercedes ??                                         | Šipin Mercedes ??                                               | T3XM ??                                             | Mladi veterani ??                                            | General Vasilije Mitu Zagreb                                 |                                                        |           |
| HKS                                   | 2017. (–)             | ekipa                                                                                              |                                                             |                                                                       |                                                            |                                                                |                                                           |                                                                 |                                                     |                                                              |                                                              |                                                        |           |
| HKS                                   | 2016. (–)             | Osijek (;)                                                                                         | Karlovac (;)                                                | Crikvenica (;)                                                        | Rijeka (;)                                                 | Pula (;)                                                       | Drniš (;)                                                 | Zadar (;)                                                       | Dubrovnik (;)                                       | Makarska (;)                                                 | Koprivnica (;)                                               | Zagreb (;)                                             | Zadar (;) |
| HKS                                   | 2016. (–)             | Borovska škola ??                                                                                  | Warm Up Zagreb                                              | Crnci Crikvenica                                                      | Evan ??                                                    | Falkeni ??                                                     | Tommy ??                                                  | Kool Aid ??                                                     | Seniorski turnir prekinut zbog orkanskog nevremena. | Turnir otkazan na dan održavanja zbog orkanskog nevremena.   | 3 plus 1 gratis ??                                           | "Sesvete"                                              |           |
| HKS                                   | 2016. (–)             | Mario Rajšić                                                                                       | Vanja Miletić, Filip Stanić, Ivica Vuletić, Miroslav Zadro  | Mateo Antić, Marko Benić, Marin Komadina, Matija Šamanić              |                                                            | Sandro Kordiš                                                  | Dennis Čuravić, Ljubo Gelić, Mario Jurić, Frane Marasović | Dominik Beram, Petar Božek, Valentin Bura, Zvonimir Ćutuk       | Seniorski turnir prekinut zbog orkanskog nevremena. | Turnir otkazan na dan održavanja zbog orkanskog nevremena.   | Danijel Krajačić, Manuel Novak, Mario Novak, Matija Novak    | Dario Papak, Ivan Perković, Filip Tomić, Tomislav Vouk |           |
| HKS                                   | 2016. (–)             | Minioni ??                                                                                         | Možda možda Karlovac                                        | Pozdravi punicu ??                                                    |                                                            | NK Istra iz 2 u 1 ??                                           | 1990 ??                                                   | Pulesteri ??                                                    | Seniorski turnir prekinut zbog orkanskog nevremena. | Turnir otkazan na dan održavanja zbog orkanskog nevremena.   | Caffe bar Plus ??                                            | Basifuka ??                                            |           |
| HKS                                   | 2016. (–)             | ekipa                                                                                              |                                                             |                                                                       |                                                            |                                                                |                                                           |                                                                 | Seniorski turnir prekinut zbog orkanskog nevremena. | Turnir otkazan na dan održavanja zbog orkanskog nevremena.   |                                                              |                                                        |           |
| Basket Tour                           | .                     | (;)                                                                                                | (;)                                                         | (;)                                                                   | (;)                                                        | (;)                                                            |                                                           |                                                                 |                                                     |                                                              |                                                              |                                                        |           |
| Basket Tour                           | .                     | |                                                             |                                                                       |                                                            |                                                                |                                                           |                                                                 |                                                     |                                                              |                                                              |                                                        |           |
| Basket Tour                           | .                     | |                                                             |                                                                       |                                                            |                                                                |                                                           |                                                                 |                                                     |                                                              |                                                              |                                                        |           |
| Basket Tour                           | .                     | |                                                             |                                                                       |                                                            |                                                                |                                                           |                                                                 |                                                     |                                                              |                                                              |                                                        |           |
| Basket Tour                           | .                     | ekipa                                                                                              |                                                             |                                                                       |                                                            |                                                                |                                                           |                                                                 |                                                     |                                                              |                                                              |                                                        |           |
| HAKL Asocijacija (Street Basket Tour) | .                     | (;)                                                                                                | (;)                                                         | (;)                                                                   | (;)                                                        | (;)                                                            |                                                           |                                                                 |                                                     |                                                              |                                                              |                                                        |           |
| HAKL Asocijacija (Street Basket Tour) | .                     | |                                                             |                                                                       |                                                            |                                                                |                                                           |                                                                 |                                                     |                                                              |                                                              |                                                        |           |
| HAKL Asocijacija (Street Basket Tour) | .                     | |                                                             |                                                                       |                                                            |                                                                |                                                           |                                                                 |                                                     |                                                              |                                                              |                                                        |           |
| HAKL Asocijacija (Street Basket Tour) | .                     | |                                                             |                                                                       |                                                            |                                                                |                                                           |                                                                 |                                                     |                                                              |                                                              |                                                        |           |
| HAKL Asocijacija (Street Basket Tour) | .                     | ekipa                                                                                              |                                                             |                                                                       |                                                            |                                                                |                                                           |                                                                 |                                                     |                                                              |                                                              |                                                        |           |

### Žene
| Organizator              | Godina    | Turniri             | Turniri | Turniri | Turniri | Turniri |
| Organizator              | Godina    | I.                  | II.     | III.    | IV.     | V.      |
| ------------------------ | --------- | ------------------- | ------- | ------- | ------- | ------- |
|                          | 2023. (–) | turnir (broj ekipa) | (;)     | (;)     | (;)     | (;)     |
| pobjednici               | 2023. (–) |                     |         |         |         |         |
| sastav pobjedničke ekipe | 2023. (–) |                     |         |         |         |         |
| finalisti                | 2023. (–) |                     |         |         |         |         |
| sastav ekipe finalista   | 2023. (–) |                     |         |         |         |         |

## Kvalifikacijski turniri

### Pregled turnira koji su bili dijelom Prvenstva
(popis nepotpun)

Kazalo:
✔ - turnir i za muškarce i za žene
✔M, ✔Ž - turnir samo za muškarce, odnosno samo za žene
✘, ✘M, ✘Ž - turnir otkazan zbog nevremena
| Lokacija       | Broj održavanja | '30. | '29. | '28. | '27. | '26. | '25. | '24. | '23. | '22. | '21. | '20. | '19. | '18. | '17. | '16. | '15. | '14. | '13. | '12. | '11. | '10. | '09. | '08. | '07. | '06. | '05. | '04. | '03. | '02. | '01. | 2000 |
| -------------- | --------------- | ---- | ---- | ---- | ---- | ---- | ---- | ---- | ---- | ---- | ---- | ---- | ---- | ---- | ---- | ---- | ---- | ---- | ---- | ---- | ---- | ---- | ---- | ---- | ---- | ---- | ---- | ---- | ---- | ---- | ---- | ---- |
| Belišće        |                 |      |      |      |      |      |      |      |      |      |      |      |      |      | ✔    |      |      |      |      |      |      |      |      |      |      |      |      |      |      |      |      |      |
| Crikvenica     |                 |      |      |      |      |      |      |      |      |      |      |      |      |      |      | ✔    |      |      |      |      |      |      |      |      |      |      |      |      |      |      |      |      |
| Drniš          |                 |      |      |      |      |      |      |      |      |      |      |      | ✔    | ✔    | ✔    | ✔    |      |      |      |      |      |      |      |      |      |      |      |      |      |      |      |      |
| Dubrovnik      |                 |      |      |      |      |      |      |      |      |      |      |      |      |      |      | ✘    |      |      |      |      |      |      |      |      |      |      |      |      |      |      |      |      |
| Karlovac       |                 |      |      |      |      |      |      |      |      |      |      |      |      |      |      | ✔    |      |      |      |      |      |      |      |      |      |      |      |      |      |      |      |      |
| Koprivnica     |                 |      |      |      |      |      |      |      |      |      |      |      |      |      | ✔    | ✔    |      |      |      |      |      |      |      |      |      |      |      |      |      |      |      |      |
| Makarska       |                 |      |      |      |      |      |      |      |      |      |      |      |      |      |      | ✘    |      |      |      |      |      |      |      |      |      |      |      |      |      |      |      |      |
| Osijek         |                 |      |      |      |      |      |      |      |      |      |      |      | ✘    |      | ✔    | ✔    |      |      |      |      |      |      |      |      |      |      |      |      |      |      |      |      |
| Pula           |                 |      |      |      |      |      |      |      |      |      |      |      | ✔    | ✔    | ✔    | ✔    |      |      |      |      |      |      |      |      |      |      |      |      |      |      |      |      |
| Rijeka         |                 |      |      |      |      |      |      |      |      |      |      |      |      |      |      | ✔    |      |      |      |      |      |      |      |      |      |      |      |      |      |      |      |      |
| Slavonski Brod |                 |      |      |      |      |      |      |      |      |      |      |      |      |      | ✔    | ?    |      |      |      |      |      |      |      |      |      |      |      |      |      |      |      |      |
| Split          |                 |      |      |      |      |      |      |      |      |      |      |      | ✔    |      |      |      |      |      |      |      |      |      |      |      |      |      |      |      |      |      |      |      |
| Trogir         |                 |      |      |      |      |      |      |      |      |      |      |      | ✔    | ✔    | ✔    |      |      |      |      |      |      |      |      |      |      |      |      |      |      |      |      |      |
| Varaždin       |                 |      |      |      |      |      |      |      |      |      |      |      | ✘    |      |      |      |      |      |      |      |      |      |      |      |      |      |      |      |      |      |      |      |
| Vukovar        |                 |      |      |      |      |      |      |      |      |      |      |      |      |      | ✔    |      |      |      |      |      |      |      |      |      |      |      |      |      |      |      |      |      |
| Zadar          |                 |      |      |      |      |      |      |      |      |      |      |      |      |      | ✔    | ✔    |      |      |      |      |      |      |      |      |      |      |      |      |      |      |      |      |
| Zagreb         |                 |      |      |      |      |      |      |      |      |      |      |      | ✔    |      | ✔    | ✔    |      |      |      |      |      |      |      |      |      |      |      |      |      |      |      |      |
| Ukupno         | —               |      |      |      |      |      |      |      |      |      |      |      |      |      |      |      |      |      |      |      |      |      |      |      |      |      |      |      |      |      |      |      |

## Vanjske poveznice
- FIBA3x3
- playFIBA3×3
- https://www.courtsoftheworld.com/croatia/